# Dandong Langtou Airport
Dandong Langtou Airport (kinesiska: 丹东浪头机场) är en flygplats i Kina. Den ligger i provinsen Liaoning, i den nordöstra delen av landet, omkring 210 kilometer söder om provinshuvudstaden Shenyang. Dandong Langtou Airport ligger 6 meter över havet.
Runt Dandong Langtou Airport är det tätbefolkat, med 591 invånare per kvadratkilometer. Närmaste större samhälle är Dandong, 14,8 km nordost om Dandong Langtou Airport. Trakten runt Dandong Langtou Airport består till största delen av jordbruksmark.
Genomsnittlig årsnederbörd är 1 590 millimeter. Den regnigaste månaden är juli, med i genomsnitt 644 mm nederbörd, och den torraste är januari, med 9 mm nederbörd.